# Leiocithara costellarioides
Leiocithara costellarioides é uma espécie de gastrópode do gênero Leiocithara, pertencente a família Mangeliidae.